# Ludvig Fasting
Ludvig Fasting (21. června 1789, Skørringe Sogn, Lolland – 24. listopadu 1863, Kodaň) byl dánský učitel a inspektor severního Grónska.

## Životopis
Ludvig byl synem inspektora Christianssædu, kronborského magistrátu a komorního rady Jense Martina Fastinga (1756–1821) a Christiane Charlotte Oxenbøll (1763–1837).
V roce 1808 Fasting maturoval v Herlufsholmu a žil v Elersově koleji, poté studoval práva, ale titul nezískal. Několik let pak působil jako učitel dánštiny, němčiny a přírodopisu v Královském provinčním kadetním sboru. V této době napsal v roce 1817 čítanku, kterou přeložil z němčiny a která obsahovala především pohádky a bajky pro děti a mládež. Byl považován za studentskou osobnost, založil studentské bratrstvo a byl považován za předlohu pro postavu v románu Poula Martina Møllera En dansk Students Eventyr. V roce 1821 se stal kapitánem a velitelem roty královské tělesné stráže, později majorem.
V roce 1828 byl Fasting jmenován inspektorem v Severním Grónsku. Usiloval o hospodářský a zdravotní rozvoj země, poskytoval obyvatelstvu lepší zboží a zlepšoval stavební strukturu. V roce 1838 napsal dvojjazyčné poselství všem obyvatelům severního Grónska. U příležitosti zlatého jubilea krále Frederika VI. založil čtenářský spolek. O Fastingových cestách po jeho rozsáhlém inspektorátu, který spravoval z Qeqertarsuaqu, bylo napsáno mnoho příběhů. V roce 1842 však onemocněl a musel strávit zimu v Qasigiannguitu, než se v roce 1843 vzdal funkce. Jeho nástupcem se stal Hans Peter Christian Møller. V roce 1850 se ještě stal ředitelem kodaňské chudinské pokladny, než roku 1863 zemřel.